# Тумабулак
Тумабулак (каз. Тұмабұлақ, до 2020 г. — Тымабулак) — село в Айтекебийском районе Актюбинской области Казахстана. Административный центр Баскудукского сельского округа. Находится примерно в 86 км к юго-востоку от центра села Комсомольское. Код КАТО — 153443100.

## Население
В 1999 году население села составляло 1674 человека (837 мужчин и 837 женщин). По данным переписи 2009 года, в селе проживало 1168 человек (568 мужчин и 600 женщин).